# 特拉西梅诺湖畔托罗
特拉西梅诺湖畔托罗（義大利語：Tuoro sul Trasimeno），是意大利翁布里亚大区佩鲁贾省的一个市镇。总面积55.58平方公里，人口3871人，人口密度69.6人/平方公里（2009年）。ISTAT代码为054055。